# Itamar Golan
Itamar Golan ((Hebreeuws:איתמר גולן), (Vilnius, 3 augustus 1970) is een Israëlisch pianist, geboren in Litouwen in een gezin met Joodse ouders. 
Golan vertrok al snel na zijn geboorte naar Israël en begon in als vroeg piano te spelen. Hij kreeg lessen van lada Vodovoz en Emanuel Krasovksy. Op zijn zeven zat Golan voor het eerst op het podium, Tel Aviv. Hij mocht zich verder ontwikkelen aan de New England Conservatory (1985-1989). Gedurende zijn muzikale loopbaan heeft hij met diverse beroemdheden het podium gedeeld; hij is gespecialiseerd in kamermuziek. Medespelers waren onder meer Vadim Repin, Maxim Vengerov, Julian Rachlin, Mischa Maisky, Shlomo Mintz, Ivry Gitlis, Ida Haendel, Kyung Wha Chung, Sharon Kam, Martin Frost, en Torleif Thedeen. In 2010 verscheen van hem en Janine Jansen het album Beau soir, dat Franse klassieke kamermuziek voor viool en piano bevat. Het album stond direct na uitgave in de Album top 100 in Nederland. Golan ging daarna op tournee met Jansen om concerten te geven in een aantal Europese steden. Die concertreis was toen (2010) nog wel onder voorbehoud dat Janine Jansen hersteld was van haar burn-out.
- Bibliothèque nationale de France: cb139988364 (data)
- Catàleg d'autoritats de noms i títols de Catalunya: 981058508628906706
- CiNii: DA11283020
- Gemeinsame Normdatei: 134792424
- International Standard Name Identifier: 0000 0000 8092 0413
- Library of Congress Control Number: no95055392
- MusicBrainz: cf1e76a8-bfbd-4ae6-9528-21fbf2f8ed7a
- Nationale Bibliotheek van Tsjechië: xx0059884
- Nationale Bibliotheek van Israël: 987007459044405171
- Nationale en Universitaire bibliotheek Zagreb: 000693909
- Réseau des bibliothèques de Suisse occidentale: 02-A003305081
- Système universitaire de documentation: 087301164
- Virtual International Authority File: 12501632
- WorldCat: E39PBJrmd9xtDJHcP6tGgyFYfq